# Dilatada
Dilatada, även Dilatada Sur, är en ort i Mexiko, tillhörande kommunen Almoloya de Juárez i den västra delen av delstaten Mexiko, i den centrala delen av landet. Orten hade 1 512 invånare vid folkräkningen 2010.